# Rustbæltet
Betegnelsen Rustbæltet (eng. Rust Belt) dækker over et stort område i det nordøstlige USA. Området blev tidligere kaldt Stålbæltet. Området har siden omkring 1980 oplevet en markant nedgang i industriproduktion (specielt indenfor tunge industrier såsom stål- og kulindustrien). Følgerne af nedgangen har været bygninger i forfald, affolkede byområder, nedgang i økonomi, arbejdsløshed, øget fattigdom m.m.
Rustbæltet dækker følgende stater/områder: (fra øst mod vest) New York State, Pennsylvania, Ohio, Indiana, den sydlige del af Michigan, det nordlige Illinois til det nordøstlige Wisconsin.
| - Forfaldne bygninger og anlæg - En bygning i Detroit. Her var tidligere bilproduktion. - En forladt kulfabrik i Pennsylvania. - Et tidligere stålvalseværk i Pennsylvania. |

40°56′48″N 79°53′31″V / 40.9467°N 79.892°V